# Thelotrema galactizans
Thelotrema galactizans är en lavart som beskrevs av Harm. 1912. Thelotrema galactizans ingår i släktet Thelotrema och familjen Thelotremataceae.   Inga underarter finns listade i Catalogue of Life.